# Cellekerne
Cellekernen (eller nukleus) er i cellebiologi et membranbeklædt organel, der findes i eukaryote celler. I de fleste pattedyrceller måler den mellem 5 og 10 mikrometer (μm) i diameter.
Cellekernen indeholder det meste af cellens arvemateriale. Arvematerialet er ordnet som lange kæder af DNA-molekyler, der er snoet omkring histon-proteiner som kromatin. Generne i arvematerialet udgør cellens nukleære genom. Cellekernens funktion er at udtrykke og beskytte arvematerialet og kontrollere cellens aktivitet ved at regulere proteinbiosyntesen, også kaldet genekspressionen. Cellekernen udgør derfor cellens kontrolcenter. Cellekernen afgrænses fra cellens cytoplasma af kernemembranen (nukleolemma), en dobbeltmembran, der omslutter hele organellet. Kernemembranens indre overflade er dækket af den nukleære lamina, som udgør et afstivende, filamentøst gitter. Genekspression og vedligeholdelse af kromatinet kræver transport af store molekyler, bl.a. proteiner og RNA, gennem porer i cellemembranen. Disse porer krydser begge lag og udgør en kanal, gennem hvilken store molekyler kan passere ind og ud ved aktiv transport. Ioner og små molekyler kan frit passere kanalerne ved diffusion.
Cellekernens indre kaldes nukleoplasma og rummer forskellige strukturer, der består af proteiner, RNA og kromatindele. Den mest kendte af disse strukturer er kernelegemet (nukleolus), der er involveret i dannelsen af ribosomer. Efter at være dannet i kernelegemet eksporteres ribosomerne til cytoplasmaet, hvor de translaterer mRNA til proteiner.